# Samsung Galaxy i7500
El Samsung Galaxy, conocido como Samsung GT-I7500 en algunos países, es un teléfono móvil manufacturado por Samsung, siendo uno de los primeros que utiliza el sistema operativo de código abierto Android. Fue anunciado el 27 de abril de 2009. Es sucedido por el Samsung i5700.

## Características
El  es un teléfono inteligente 3000,5G cuatribanda que ofrece GSM y anunciado como tribanda por HSDPA (900/1700/2100) a 7,2Mbit/s (sin embargo, las páginas oficiales de Samsung para las versiones de Dinamarca, Finlandia, Noruega y Suecia mencionaron que el teléfono era de doble banda UMTS 900/2100). 

### Pantalla
El teléfono tiene una pantalla táctil AMOLED de 3,2 pulgadas.

### Cámara
Posee una cámara trasera de 5 megapíxeles y autofoco con flash LED.

### Otros
Cuenta con una brújula digital. Diferentemente al primer móvil con Android, el HTC Dream, el i7500 dispone de una ranura estándar de 3,5 milímetros para auriculares, y una cruceta en lugar de un trackball.

## Software
En cuanto al software, el i7500 ofrece varios servicios de Google Mobile, incluyendo Google Search, Gmail, YouTube, Google Calendar, y Google Talk. El GPS del teléfono activa las características de Google Maps como Mi Localización o Google Latitude. También soporta MP3, AAC (incluyendo descargas de iTunes Plus (tan sólo el códec, no el formato .aac) y vídeo H.264. Una versión beta de Spotify también está disponible vía Google Play.